# زرکوب‌ماهیان
زرکوب‌ماهیان (نام علمی: Zeidae) نام یک تیره از راسته زرکوب‌ماهی‌سانان است.